# Myrmecozela ataxella
Myrmecozela ataxella is een vlinder uit de familie echte motten (Tineidae). De wetenschappelijke naam is voor het eerst geldig gepubliceerd in 1905 door Chretien.
De soort komt voor in Europa.